# Apocalipsa (roman)
Apocalipsa (1978, The Stand, cu sensul de Înfruntarea) este un roman de groază științifico-fantastic postapocaliptic scris de autorul american Stephen King.
„Am vrut să scriu o fantezie epică asemănătoare celei scrise de J.R.R. Tolkien în Stăpânul inelelor, numai că în manieră americană. Așa a luat naștere acest roman.”—Stephen King
Autorul a fost inspirat de romanul lui George R. Stewart, Pământul rămâne (Earth Abides, 1949), potrivit afirmațiilor lui King.

## Prezentare
Ediția extinsă a romanului se deschide cu un prolog intitulat "Cercul se deschide”/„The Circle Opens”, care oferă mai multe detalii despre circumstanțele privind dezvoltarea virusului și despre încălcarea securității, lucru care a făcut ca virusul să scape din laboratorul secret în care a fost creat.

### I. „Captain Trips”
Romanul este împărțit în trei părți inegale sau cărți. Prima parte se numește „Captain Trips” (Căpitanul călător) și are loc la nouăsprezece zile după ce un virus mortal a scăpat dintr-un laborator guvernamental (16 iunie – 4 iulie 1990, capitolele 1-42). Supergripa este cunoscută sub numele oficial de "Project Blue", dar cel mai frecvent ca  „Captain Trips” (Căpitanul călător). Virusul a fost produs de armata SUA într-o baza secretă din care a fost eliberat în mod accidental. În timp ce se încearcă închiderea și securizarea bazei înainte ca orice persoană infectată să poată scăpa, o disfuncționalitate în cadrul programului de securitate permite ca un paznic și familia sa să se strecoare afară. Din păcate, ei sunt deja infectați și din cauza lor se declanșează o pandemie care ucide cca 99,4% din omenire, dar și animalele domestice, cum ar fi caii și câinii.
King evidențiază defalcarea totală și distrugerea societății, prin violență, eșecul legii marțiale de a opri virusul și în cele din urmă moartea aproape a întregii populații. Drama umană apare și din faptul că puținii supraviețuitori trebuie să aibă grijă de familiile și prietenii lor care cad pradă gripei.

### II. „La hotare”
A doua parte se numește „On the Border” („La hotare”) și are loc între 5 iulie – 6 septembrie, 1990 (capitolele 43-60)

### III. „Înfruntarea”
A treia parte se numește „The Stand” („Înfruntarea”) și are loc între 7 septembrie 1990 – 10 ianuarie 1991 (capitolele 61-78)
Înfruntarea se referă la conflictul dintre cei conduși de mama Abagail (o femeie de o sută opt ani) din Boulder, Colorado și cei conduși de omul negru Randall Flagg din Las Vegas, Nevada.
Epilogul se numește „Cercul se închide”.

## Ecranizări
- Virus mortal[2] (1994, The Stand), film de televiziune în patru părți, creat în genurile groază științifico-fantastic; regia Mick Garris, în rolurile principale interpretează actorii Gary Sinise, Miguel Ferrer, Rob Lowe, Ossie Davis, Ruby Dee, Jamey Sheridan, Laura San Giacomo, Molly Ringwald, Corin Nemec, Adam Storke, Ray Walston și Matt Frewer.
- The Stand  (miniserial din 2020 cu 9 episoade)

## Primire
- Premiul World Fantasy pentru cel mai bun roman - nominalizare în 1979.[3]

## Traduceri în română
- Apocalipsa, Editura Nemira, 1996 Traducere de Mihai Moroiu
- Apocalipsa Arhivat în 13 aprilie 2012, la Wayback Machine., Ed. Nemira, mai 2011. Traducere de Mihai Moroiu
- Apocalipsa, Ed. Nemira. col. Armada, 2020 ISBN 9786064307309